# Große Kinigat
Die Große Kinigat (ital. Monte Cavallino) ist, nach der Hohen Warte, den Kellerspitzen und dem Hochweißstein, mit 2689 m ü. A. der vierthöchste Berg des Karnischen Hauptkamms und liegt an der Grenze zwischen Osttirol und der italienischen Provinz Belluno.
Die Erstbesteigung erfolgte am 21. Juli 1898 durch Anton Victorin aus Sillian  mit Peter Tassenbacher, die im selben Zug die Königswand (2686 m ü. A.) erklommen.
Auf dem im Ersten Weltkrieg stark umkämpften Gipfel – das italienische Militär wollte sich einen Zugang ins Pustertal verschaffen – wurde im Juli 1979 das Europakreuz errichtet.
Gefördert wurde dieses Projekt durch die Gemeinde Kartitsch und die dortige Schützenkompanie, aber auch von Bürgern der italienischen Nachbargemeinde Comelico Superiore. Bei der Gipfelkreuzeinweihung, die mit einer auf Deutsch und Italienisch gehaltenen Bergmesse verbunden war, wurde von den Bürgermeistern der beiden Gemeinden auch eine Gedenktafel mit der Inschrift „Nie wieder Krieg“  angebracht. Das Europakreuz wurde zu einem Symbol des wiedergefundenen Friedens, der einst verfeindeten Volksgruppen.
Noch heute treffen sich jedes Jahr, normalerweise am letzten Augustsonntag, Bergfreunde zur Kinigat-Bergmesse, an der auch schon die Bischöfe von Belluno und Innsbruck teilgenommen haben.
Nach Medienberichten von Anfang Juni 2011 sollte das Gebiet, in dem die Große Kinigat liegt, mitsamt dem Rosskopf von der österreichischen Bundesimmobiliengesellschaft (BIG) für 121.000 Euro veräußert werden. Mitte desselben Monats hieß es nach Protesten, diese Pläne seien nach Gesprächen mit Wirtschaftsminister Reinhold Mitterlehner aufgegeben worden und man suche nach einer innerösterreichischen Lösung. Mitte August 2011 wiederum wurde gemeldet, die beiden Berge seien an die Österreichischen Bundesforste veräußert worden.

## Bilder

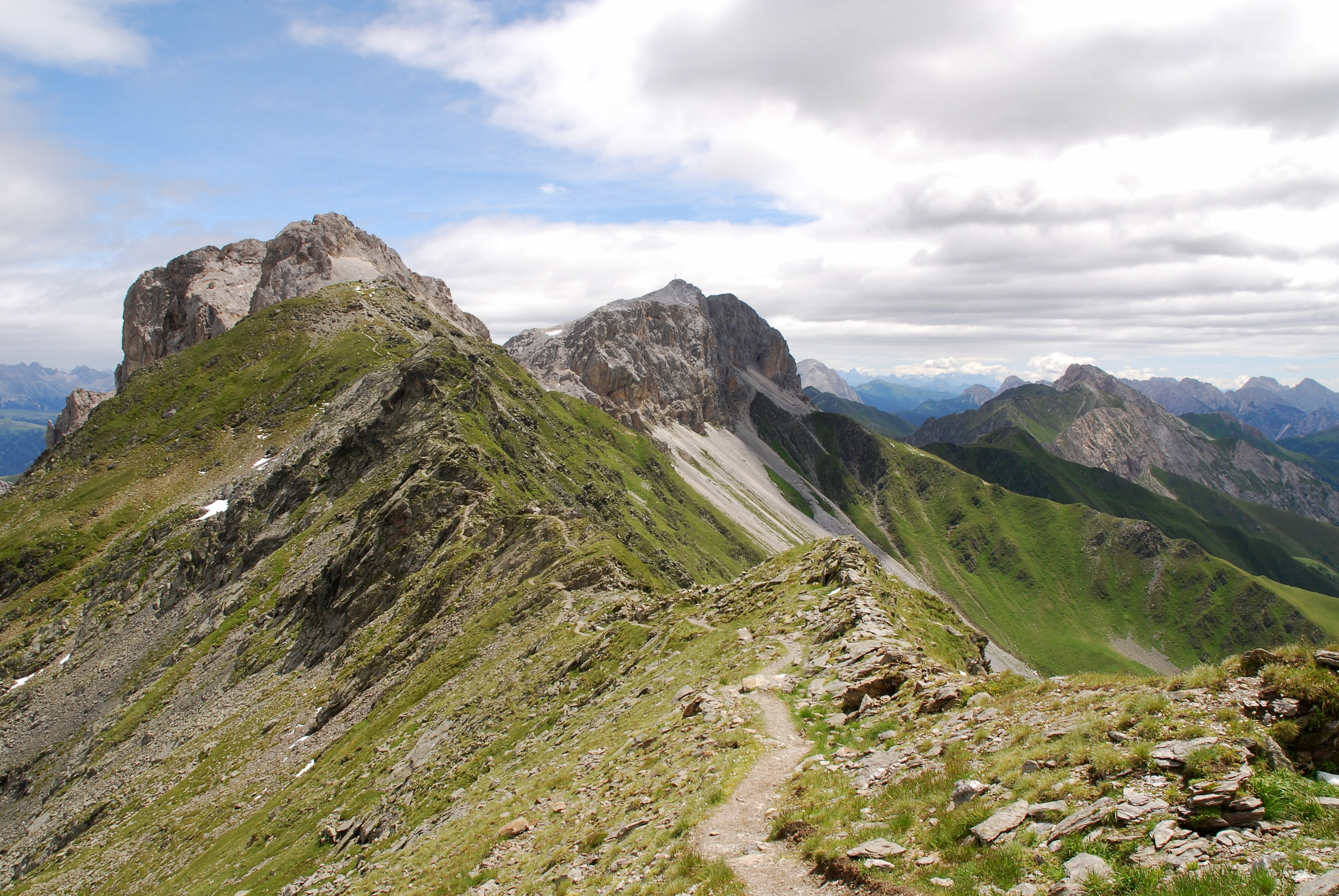
Kleine und Große Kinigat aus Sicht des Karnischen Höhenwegs
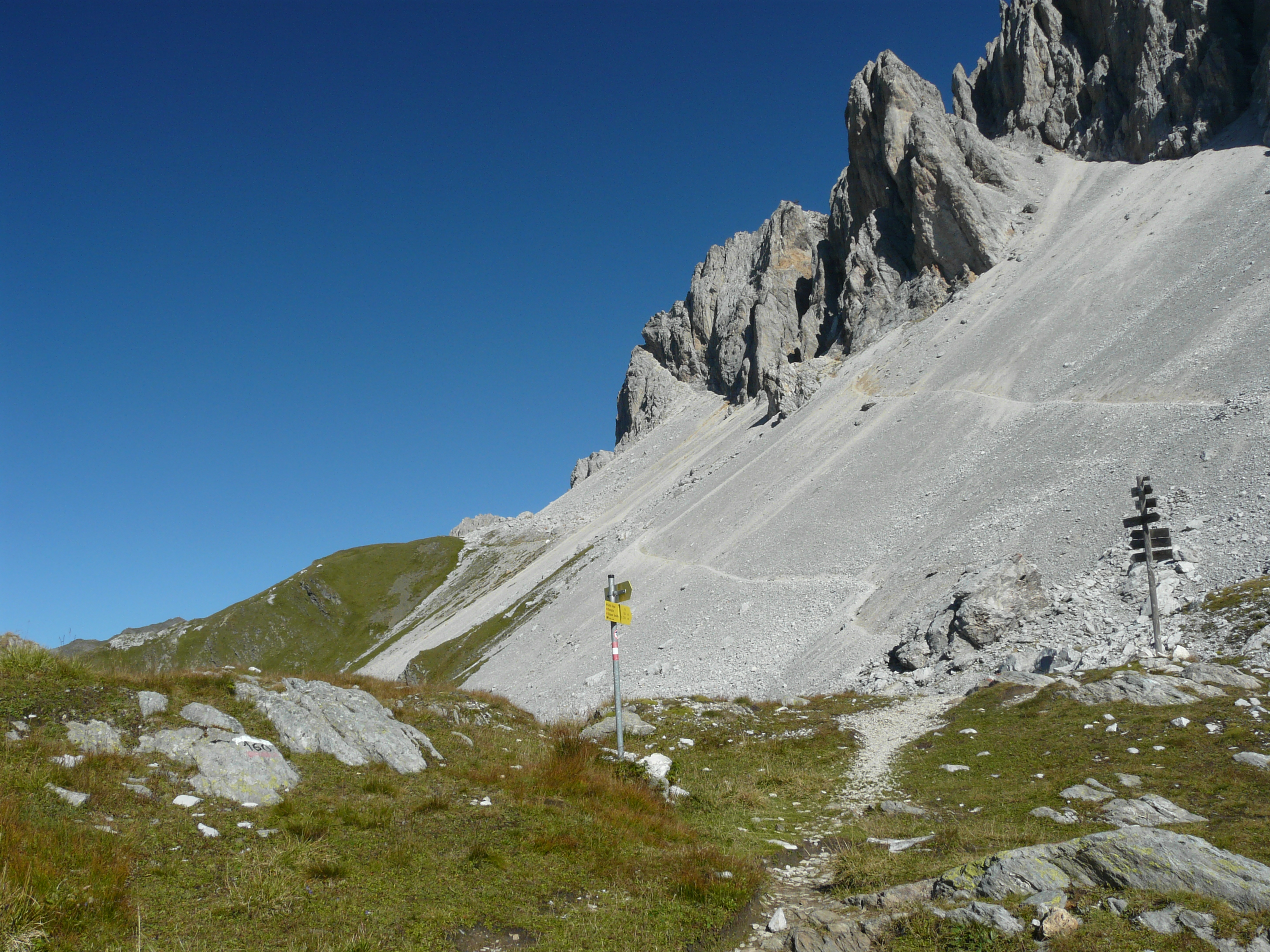
Der Karnische Höhenweg nördlich der Großen Kinigat
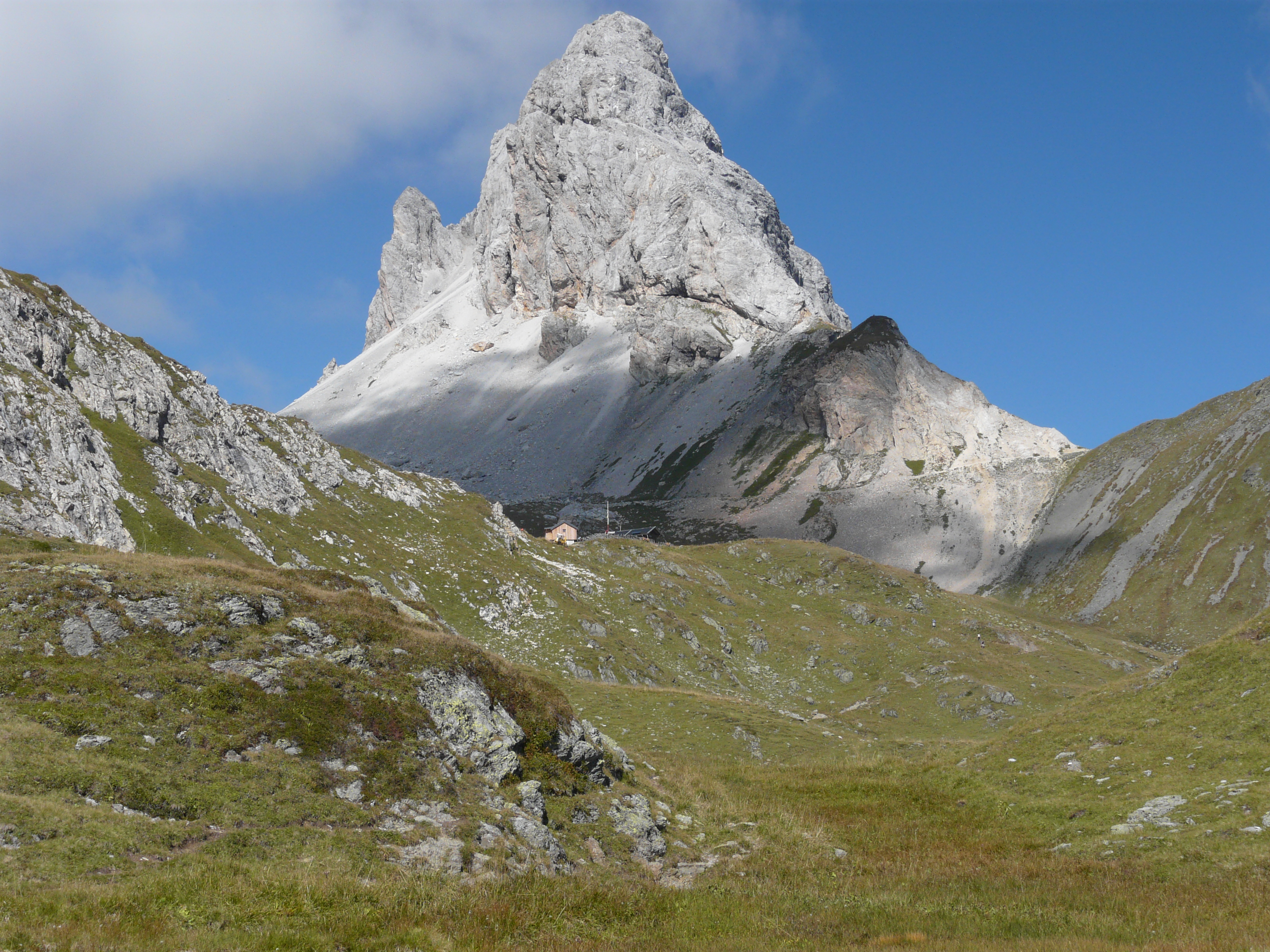
Filmoor-Standschützenhütte und Große Kinigat